# Sommières
Sommières (okzitanisch Someire) ist ein Ort und eine Gemeinde mit 5.028 Einwohnern (Stand 1. Januar 2022) im französischen Département Gard.

## Lage
Der Ort Sommières liegt nahe der Grenze zum Département Hérault in einer Höhe von ca. 40 m ü. d. M. am Fluss Vidourle zwischen Nîmes (ca. 30 km Fahrtstrecke östlich) und Montpellier (ca. 37 km südwestlich).

## Geschichte
Bereits während der Regierungszeit des römischen Kaisers Tiberius (reg. 14–37 n. Chr.) entstand eine ca. 200 m lange Brücke der Via Domitia über den Vidourle, die jedoch im Verlauf ihrer Geschichte mehrfach ausgebessert oder gar zum Teil rekonstruiert wurde. Der heutige Ort entstand jedoch erst im 10. Jahrhundert; in den Jahren 1220 bis 1262 prägten die damaligen Grundherrn (seigneurs) aus der Familie Roquefeuil Blanquefort sogar eigene Münzen in Sommières. Im 16. Jahrhundert geriet die teilweise von Protestanten bewohnte Stadt in die religiös motivierten Wirren der Hugenottenkriege (1562–1598); noch im Jahr 1622 wurde der Ort nach einer hugenottischen Rebellion von königlichen Truppen belagert. Nach Aufhebung des Edikts von Nantes durch Ludwig XIV. im Jahr 1685 und der sich anschließenden Unterdrückung des protestantischen Glaubens kam es zu erneuten Auseinandersetzungen; im Jahr 1703 eroberten Camisarden aus den nahegelegenen Cevennen den von königstreuen Truppen besetzten Ort, wobei ein ganzes Stadtviertel in Brand gesetzt wurde. Bei einem Hochwasser am 8. und 9. September 2002 überschwemmte der Vidourle große Teile der Stadt.

### Bevölkerungsentwicklung
| Jahr      | 1800 | 1851 | 1901 | 1954 | 1975 | 1999 | 2017 |
| Einwohner | 3299 | 3923 | 3780 | 2935 | 3070 | 3677 | 4917 |

Bereits im 19. Jahrhundert stieg die Bevölkerung auf zeitweise über 4000 Einwohner an. Die Reblauskrise im Weinbau und die zunehmende Mechanisierung der Landwirtschaft führten danach zu einem deutlichen Rückgang der Bevölkerungszahl. Erst zu Beginn des 21. Jahrhunderts stieg sie wegen der relativen Nähe zu den Städten Nîmes und Montpellier erneut an.

## Sehenswürdigkeiten
- Die ursprünglich aus römischer Zeit stammende Brücke entspricht in ihrem heutigen Erscheinungsbild einer Umbaumaßnahme des 18. Jahrhunderts. Sie verfügte ehemals über 20 Bögen; heute sind es nur noch sieben. Beide Seiten wurden ehemals von Brückentürmen gesichert (vgl. Stadtwappen); einer davon lag an der Stelle des mittelalterlichen Stadttores (Beffroi).
- Ein aus dem späten Mittelalter stammendes und beidseitig zwischen Häuser eingespanntes Stadttor erhielt im Jahr 1603 einen kleinen Turmaufbau mit einem schmiedeeisernen Glockenkäfig; es ist seit dem Jahr 1923 als Monument historique anerkannt.[1] Die beidseitig angebrachten großen Uhren sowie das steinerne Stadtwappen sind neueren Datums.
- In der Nähe des Stadttores befindet sich ein Wohnhaus mit Loggia aus dem 17./18. Jahrhundert, welches seit 1984 ebenfalls als Monument historique eingestuft ist.[2]
- Weitere Häuser des 15. bis 18. Jahrhunderts befinden sich am arkadengesäumten Platz im Ortszentrum.
- Von der größtenteils im 13. Jahrhundert erbauten Burg (château) sind noch der 25 m hohe und auf quadratischem Grundriss errichtete Donjon (Tour Bermonde), die Kapelle sowie einige Teilstücke des Mauerrings erhalten. Sie sind seit dem Jahr 2010 als Monument historique anerkannt.[3]
- Die dreischiffige und überdies mit Seitenkapellen versehenen neogotische katholische Pfarrkirche (Église Saint-Pons) entstand in den Jahren 1846 bis 1867 an der Stelle eines mittelalterlichen Vorgängerbaus. Ihr Inneres ist in Teilen ausgemalt.
- Die protestantische Pfarrkirche (temple) entstand zu Beginn des 19. Jahrhunderts in einem ehemals dem Franziskanerorden gehörenden Gotteshaus aus dem 18. Jahrhundert.

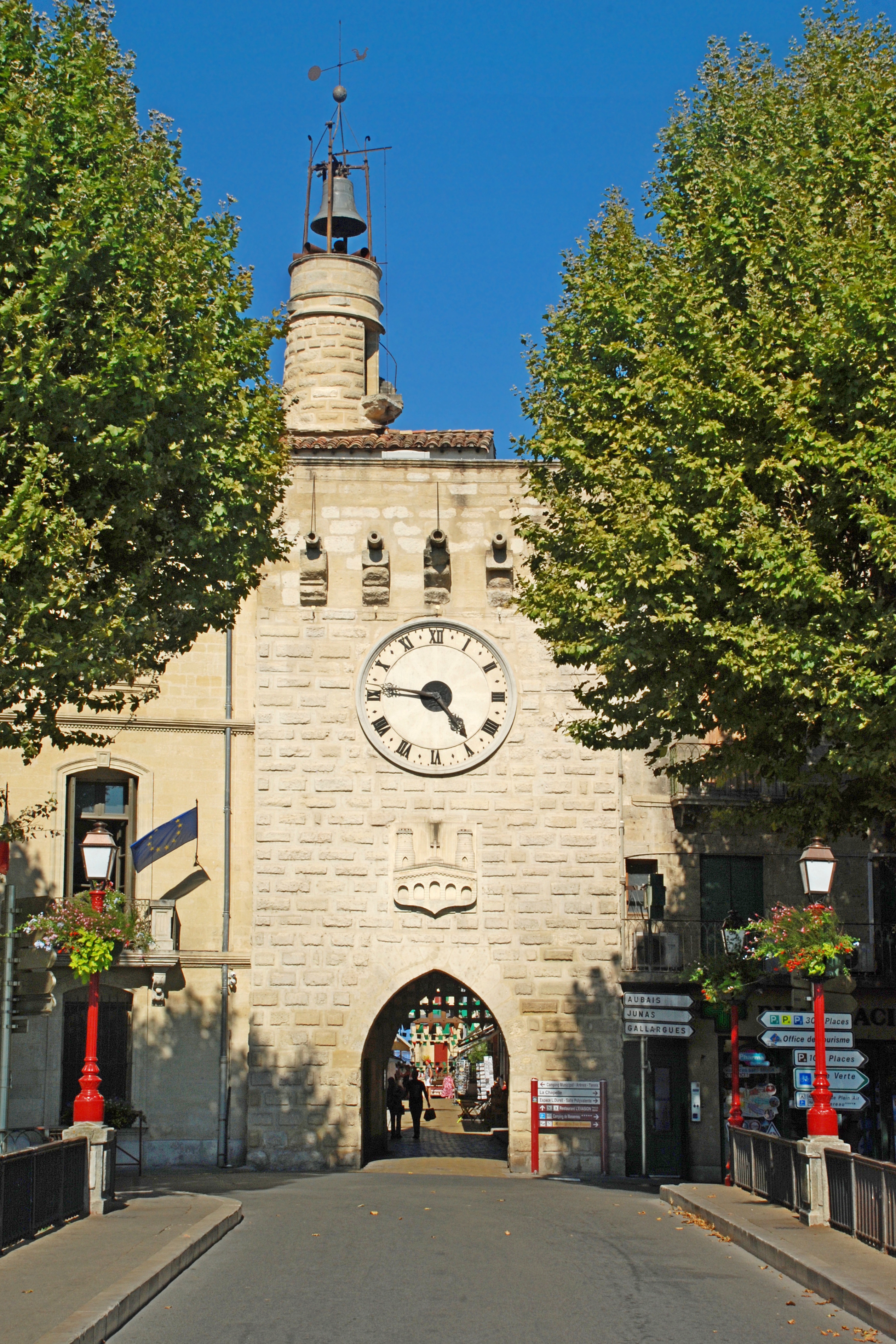
Tour du beffroi
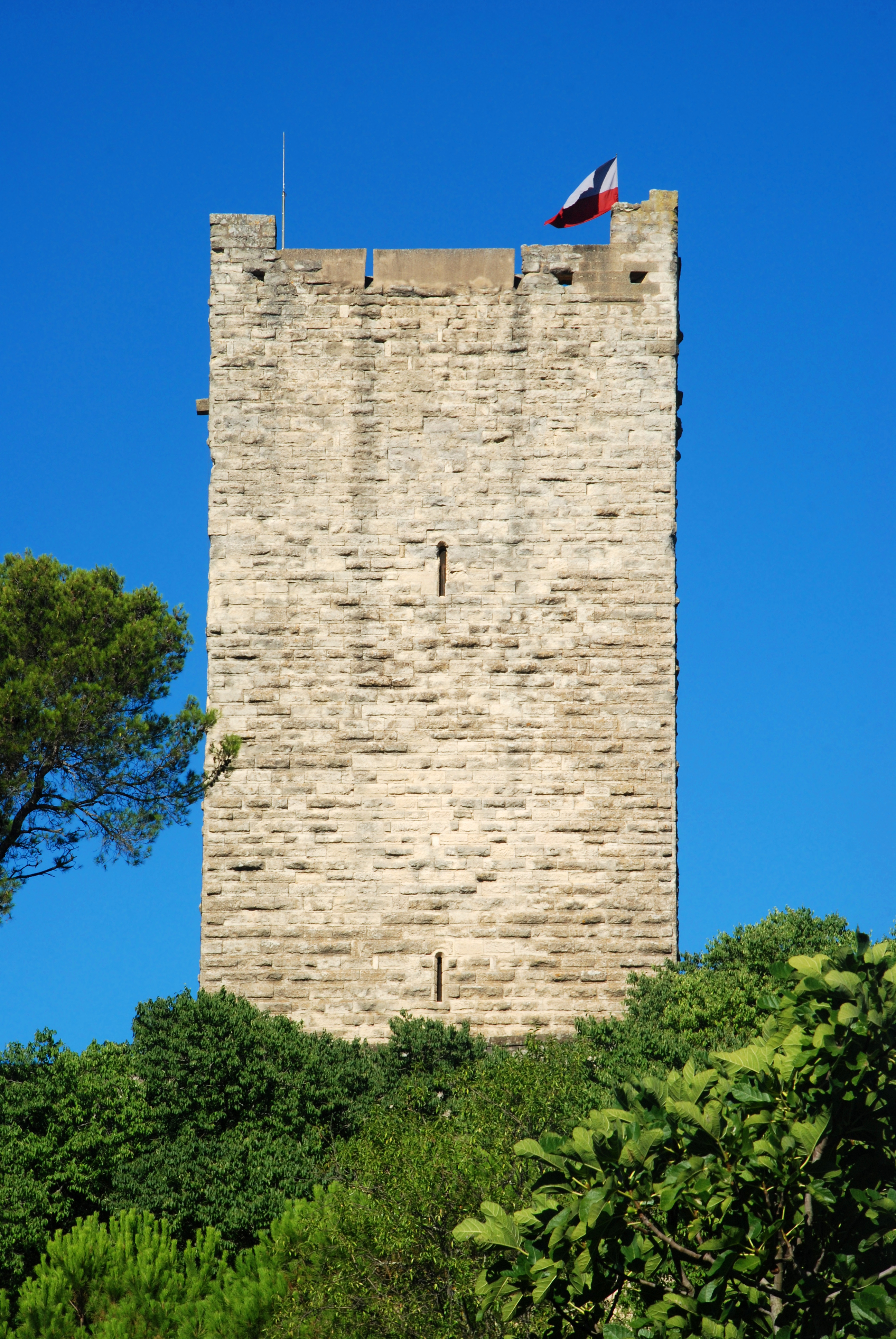
Donjon du château
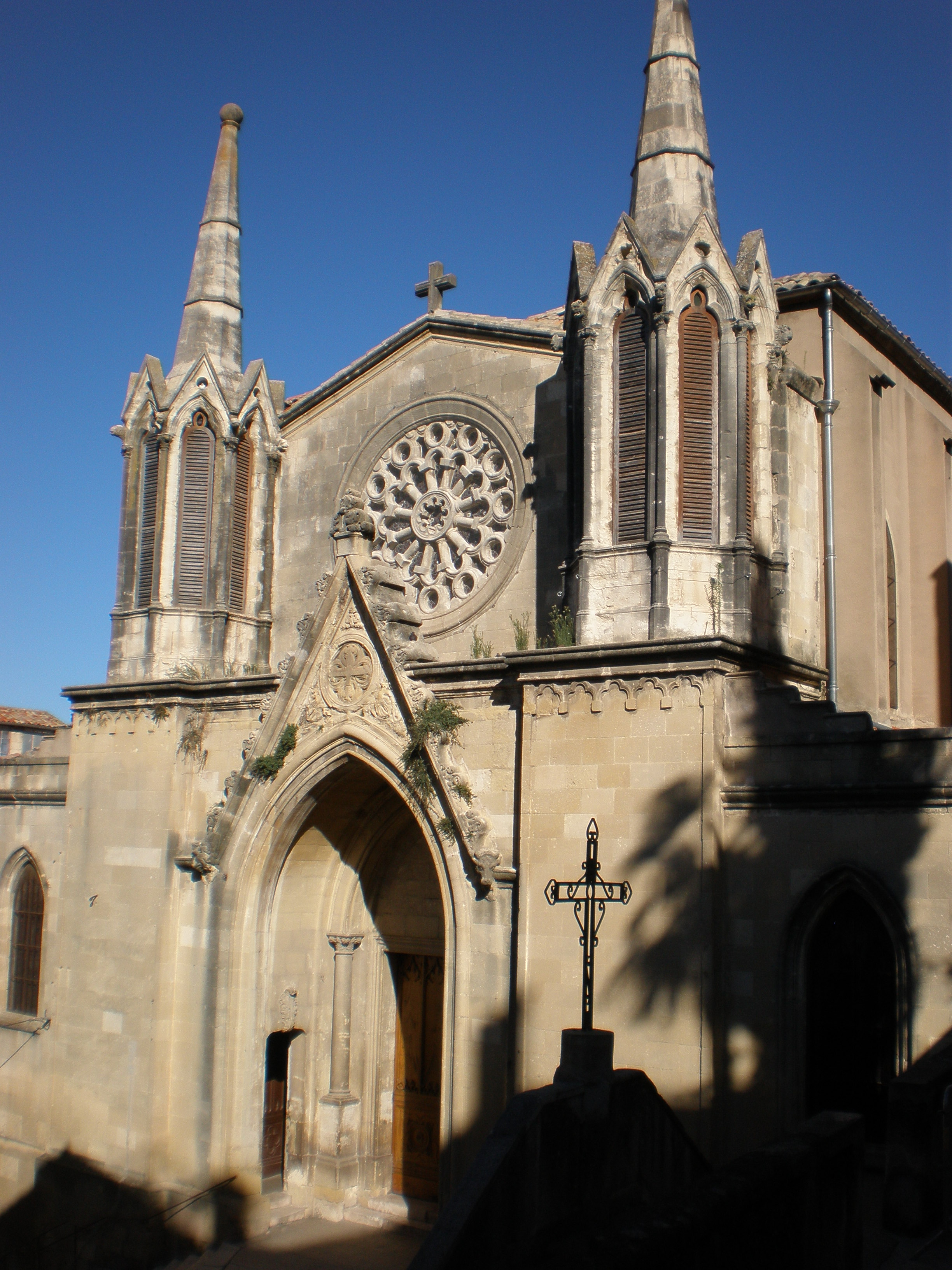
Kirche Saint-Pons
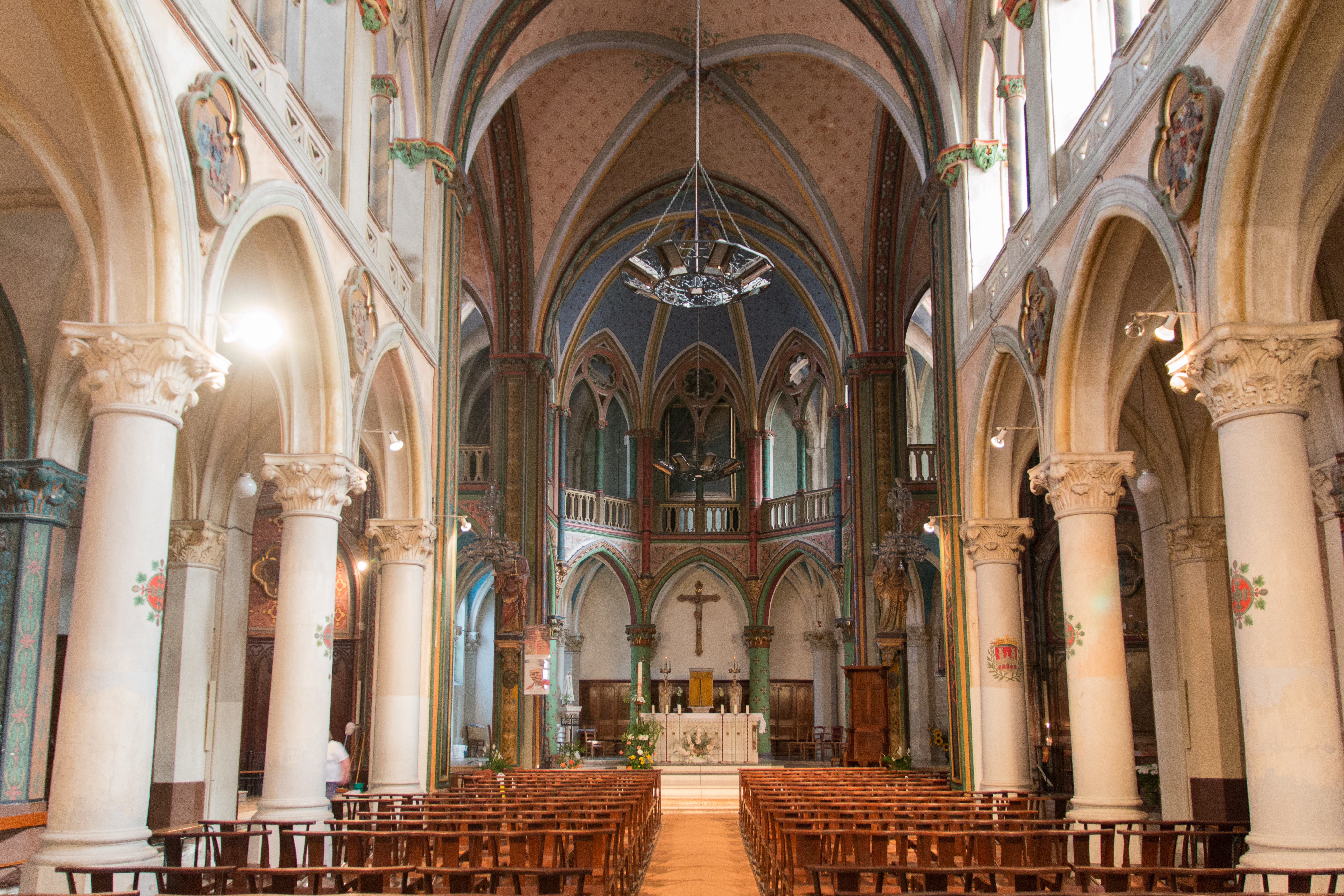
Innenansicht der Kirche Saint-Pons
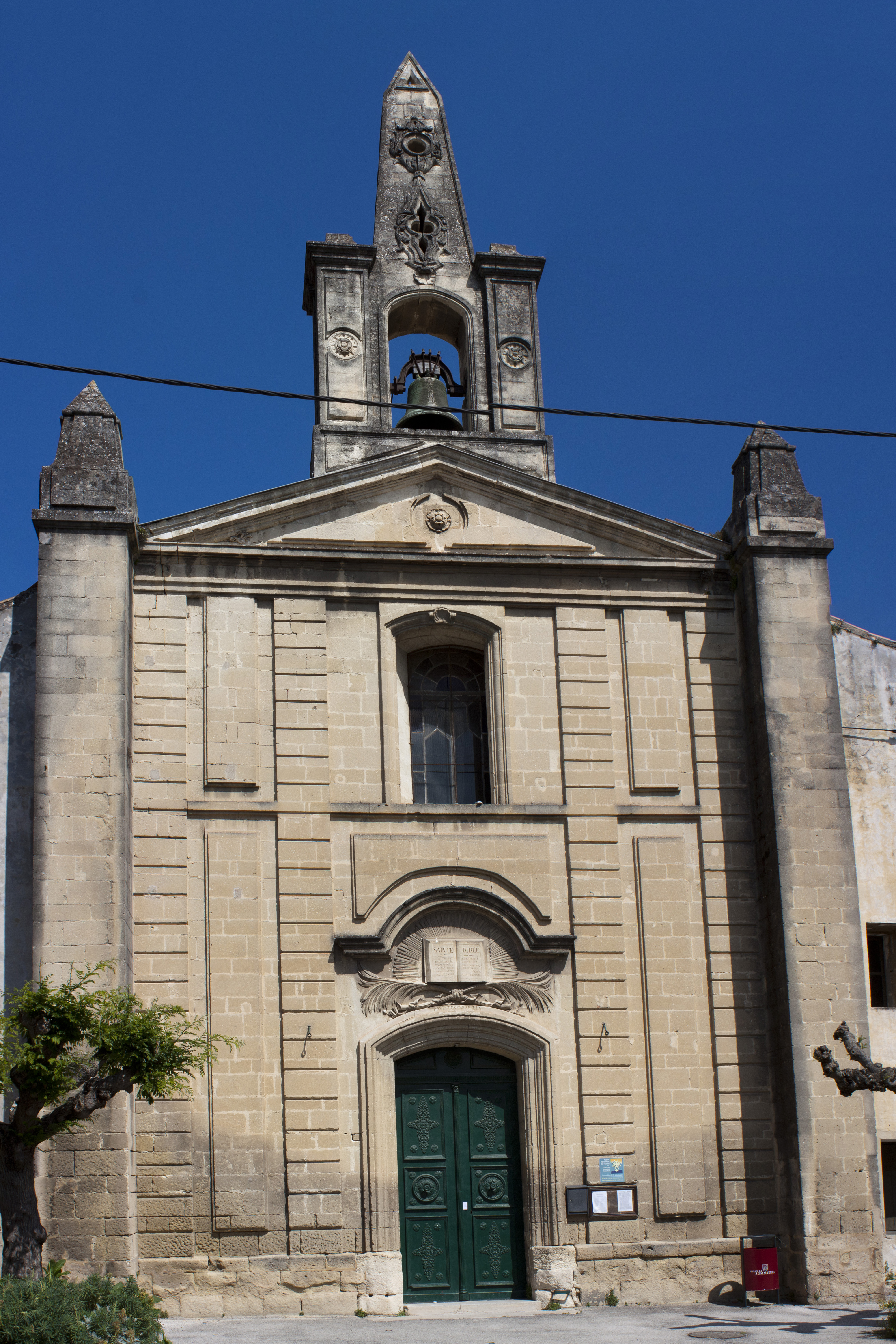
Protestantische Kirche
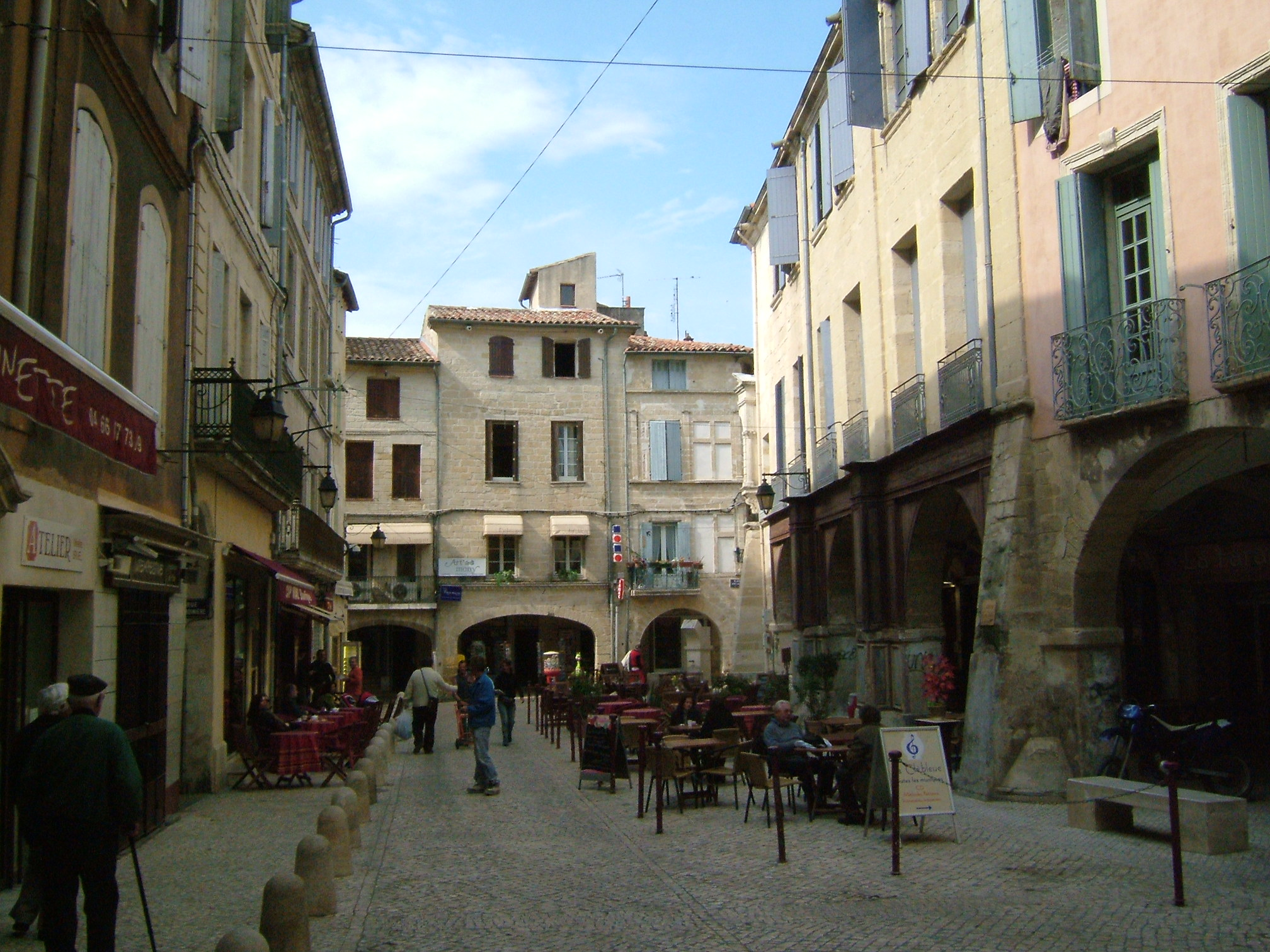
Place Jean Jaurès
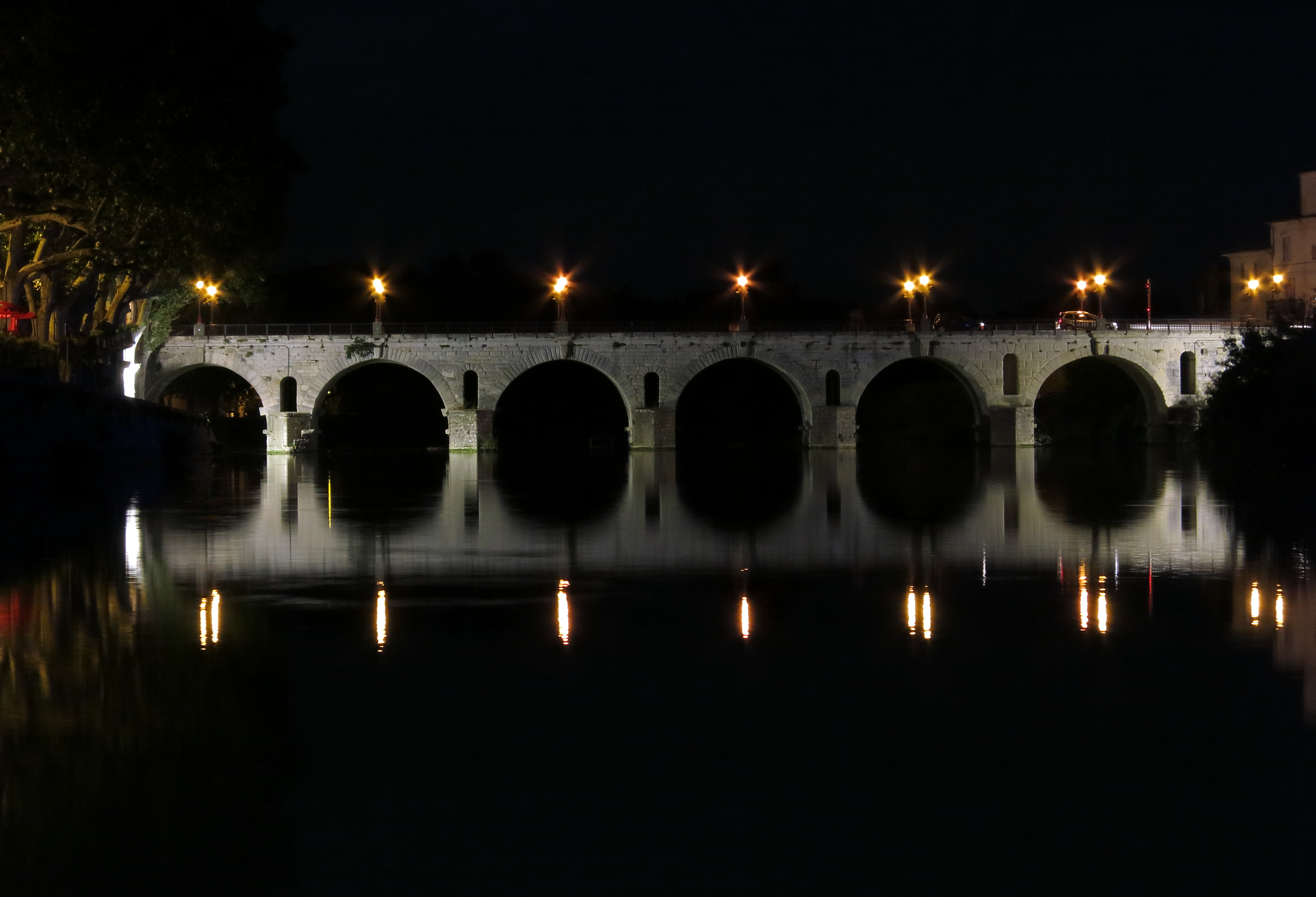
Sommières: Römische Brücke über die Vidourle

## Wirtschaft
Über Jahrhunderte lebte der überwiegende Teil der Bevölkerung des Ortes als Selbstversorger von der Landwirtschaft, zu der auch der Weinbau und die Viehzucht gehörte; ein kleiner Teil der Einwohner übte ein Handwerk aus. Gleichzeitig fungierte der Ort als merkantiles Zentrum für die umliegenden Dörfer und Einzelgehöfte. Der Weinbau (Sommières (AOC)) spielt auch heute noch eine nicht unwesentliche Rolle im wirtschaftlichen Leben der Gemeinde.

## Radio
Als ein Projekt des lokalen Jugendzentrums wird mit Unterstützung der Stadtverwaltung sowie vielen Geschäften und Privatleuten das Jugendradio Sommières 102.9 FM, eines der größten Jugendradios in ganz Frankreich, betrieben. Es ist ein freies und nicht-kommerzielles Radio mit mehr als 70 Jugendlichen (hauptsächlich zwischen 9 und 18 Jahren) und über 40 Livesendungen pro Woche.

## Persönlichkeiten
- Jean-Baptiste Favre (1727–1783), Schriftsteller
- Jean Pierre Joseph Bruguière (1772–1813), General
- Émilien Dumas (1804–1870), Geologe und Paläontologe
- Lawrence Durrell (1912–1990), Schriftsteller, lebte hier von 1966 bis zu seinem Tod 1990